# Lyttonyx bicolor
Lyttonyx bicolor is een kever uit de familie van oliekevers (Meloidae). De wetenschappelijke naam van de soort is voor het eerst geldig gepubliceerd in 1871 door Francis Walker.